# André Hercule Marie Louis de Rosset de Rocozels de Fleury
Pour les autres membres de la famille, voir Rosset de Rocozels.
André Hercule Marie Louis de Rosset de Rocozels, duc de Fleury, né en 1767 ou le 25 avril 1770 et mort en 1810 ou le 6 janvier 1815, est un militaire français.

## Biographie
Il est le fils d'André Hercule de Rosset de Rocozels de Fleury, duc et pair de Fleury (1715-1788), et d'Anne Madeleine Françoise de Monceaux d'Auxy, dame du Palais de la Reine.
Après avoir reçu une formation à l'École Royale militaire il était devenu capitaine de cavalerie puis premier gentilhomme de la Chambre du Roi Louis XVI. 
Duc et pair de Fleury, premier gentilhomme de la Chambre du Roi, chevalier des Hôpitaux de sa Majesté, lieutenant général des armées, gouverneur de Lorraine et du Barrois, gouverneur particulier de la ville et de la citadelle de Nancy, gouverneur d'Aigues-Mortes, sénéchal de Carcassonne, Béziers et Limoux, seigneur de Ceilhes et Rocozels, de Lespignan…
Vivant à la Cour de Versailles, il épousa le 6 juin 1785 Anne Françoise Aimée de Franquetot de Coigny (1769-1820). Le contrat de mariage fut paraphé par Louis XVI, et la messe eut lieu dans la chapelle du château de Choisy-le-Roi. Ayant perdu sa mère à l'âge de 6 ans, Aimée de Franquetot de Coigny avait été élevée par Madame de Guéménée, gouvernante des enfants de Louis XVI. Cultivée et rayonnante elle avait été surnommée la "Reine de Paris" par son amie la reine Marie-Antoinette. Dévoré par la passion du jeu et fortement endetté, le duc dilapida la fortune de son épouse qui demanda la séparation de bien en 1792. Le divorce fut prononcé en 1793. Sous la Terreur la jeune duchesse fut emprisonnée et son voisin de cellule André Chénier en fit l'héroïne de son poème la "Jeune Captive". Contraints à l'exil, le duc et la duchesse de Fleury rejoignirent séparément l'entourage du Comte de Provence (futur Louis XVIII) à Rome. Après avoir parcouru l'Italie et l'Allemagne le duc se fixa un moment à Varsovie, puis gagna l'armée des émigrés, commanda une compagnie d'uhlans des troupes du marquis de Bouillé. En 1806, Napoléon l'autorisa à rentrer en France. Il essaya vainement de rentrer en possession de ses propriétés vendues comme biens nationaux. Il s'installa à Paris où il mourut en 1810 sans descendance. Son frère ainé André Hercule Alexandre Marquis de Fleury et duc breveté était mort de maladie aux Indes où il avait participé à l'expédition contre la flotte britannique menée par l'amiral Suffren. Son autre frère Marie Maximilien Hercule fut guillotiné sous la Terreur.